# Metalimnobia (Lasiolimonia) marlieri
Metalimnobia (Lasiolimonia) marlieri is een tweevleugelige uit de familie steltmuggen (Limoniidae). De soort komt voor in het Afrotropisch gebied.